# الک گاردن (ویرجینیای غربی)
الک گاردن(به انگلیسی: Elk Garden) شهری در ایالت ویرجینیای غربی کشور ایالات متحده آمریکا است که جمعیت آن در سرشماری سال ۲۰۱۰ میلادی، ۲۳۲ نفر بوده‌است.